# Mikałaj Astapkowicz
Mikałaj Uładzimirawicz Astapkowicz (biał. Мікалай Уладзіміравіч Астапковіч, ros. Николай Владимирович Астапкович, Nikołaj Władimirowicz Astapkowicz) – białoruski polityk, członek Partii Agrarnej, deputowany do Rady Najwyższej Republiki Białorusi XIII kadencji.

## Życiorys
Mieszkał w Słonimie, pełnił funkcję dyrektora Słonimskiej Rajahrapramtechniki. Wchodził w skład Partii Agrarnej. W drugiej turze wyborów parlamentarnych 28 maja 1995 roku został wybrany na deputowanego do Rady Najwyższej Republiki Białorusi XIII kadencji ze Słonimskiego-Czyrwonaarmiejskiego Okręgu Wyborczego Nr 141. 9 stycznia 1996 roku został zaprzysiężony na deputowanego. Od 23 stycznia pełnił w Radzie Najwyższej funkcję członka Stałej Komisji ds. Budżetu, Podatków, Banków i Finansów. Należał do frakcji agrariuszy. Od 3 czerwca był członkiem grupy roboczej Rady Najwyższej ds. współpracy z parlamentem Republiki Kirgizji. 27 listopada 1996 roku, po dokonanej przez prezydenta Alaksandra Łukaszenkę kontrowersyjnej i częściowo nieuznanej międzynarodowo zmianie konstytucji, nie wszedł w skład utworzonej przez niego Izby Reprezentantów Zgromadzenia Narodowego Republiki Białorusi I kadencji. Zgodnie z Konstytucją Białorusi z 1994 roku jego mandat deputowanego do Rady Najwyższej zakończył się 9 stycznia 2001 roku; kolejne wybory do tego organu jednak nigdy się nie odbyły.